# Newcastle upon Tyne
Newcastle upon Tyne (RP: [ˌnjuːkɑːs(ə)l əˌpɒn ˈtaɪn]), conosciuta con il nome abbreviato di Newcastle, è un distretto metropolitano con titolo di città nella contea metropolitana di Tyne and Wear, in Inghilterra, nel Regno Unito.
La città fu fondata in epoca romana con il nome di Pons Aelius. Storicamente città della contea di Northumberland, di cui fece parte fino al 1974, è situata sulla riva nord del fiume Tyne a circa nove miglia dal Mare del Nord. La città è cresciuta come un importante centro per il commercio della lana e in seguito divenne una zona di estrazione del carbone.
Il porto si è sviluppato nel XVI secolo e, con i cantieri navali lungo il fiume, era tra i più grandi centri di costruzione e di riparazione delle navi del mondo. Queste industrie hanno sperimentato a poco a poco una grave crisi e successivamente molte di esse furono condannate alla chiusura. La città oggi è in gran parte un centro commerciale e culturale, con una reputazione particolare per la vita notturna. Tra le sue icone principali ci sono la Newcastle Brown Ale, un famoso marchio di birra, il Newcastle Utd, una squadra che milita in Premier League, e il Tyne Bridge. Ha ospitato la più popolare mezza maratona al mondo, la Great North Run, dal suo avvio nel 1981. La città costituisce la maggior parte della conurbazione del Tyneside, che è il sesto agglomerato urbano più popoloso del Regno Unito.

## Storia

### Periodo romano
Fu costruita con lo scopo principale di controllare l'immigrazione dalle terre a nord e le incursioni delle tribù dei Pitti, come fortificazione in grado di resistere a una massiccia invasione.

### Anglosassoni e Normanni
Dopo il ritiro graduale dei romani dalla Britannia, completato nel 410, la città divenne parte dell'importante regno anglosassone di Northumbria, divenendo nota durante questo periodo come Monkchester. Venne quasi totalmente distrutta dopo una serie di conflitti con i Dani e le devastazioni inflitte alla regione a nord del Tyne da Oddone di Bayeux dopo la ribellione del 1080 contro i Normanni. A causa della sua posizione strategica Roberto II, figlio di Guglielmo il Conquistatore vi costruì un castello di legno nel 1080; da quel momento in poi la città divenne nota con il nome di Novum Castellum o Newcastle.

### Periodo medievale
Durante il medioevo Newcastle era la fortezza inglese più settentrionale. Annessa inizialmente da Enrico II d'Inghilterra ricevette un nuovo statuto da Elisabetta I nel 1589. Una cinta muraria alta circa sette metri e mezzo venne costruita attorno alla città durante il XIII secolo per difenderla dalle invasioni durante la guerra di frontiera contro la Scozia. Il re scozzese Guglielmo I venne imprigionato in città nel 1174 ed Edoardo I trasportò a sud la Pietra di Scone e William Wallace attraversando Newcastle. La città venne difesa con successo contro gli scozzesi per ben tre volte durante il XIV secolo e venne innalzata al rango di County corporate con un proprio sceriffo da Enrico IV nel 1400.

### Dal XVI al XIX secolo

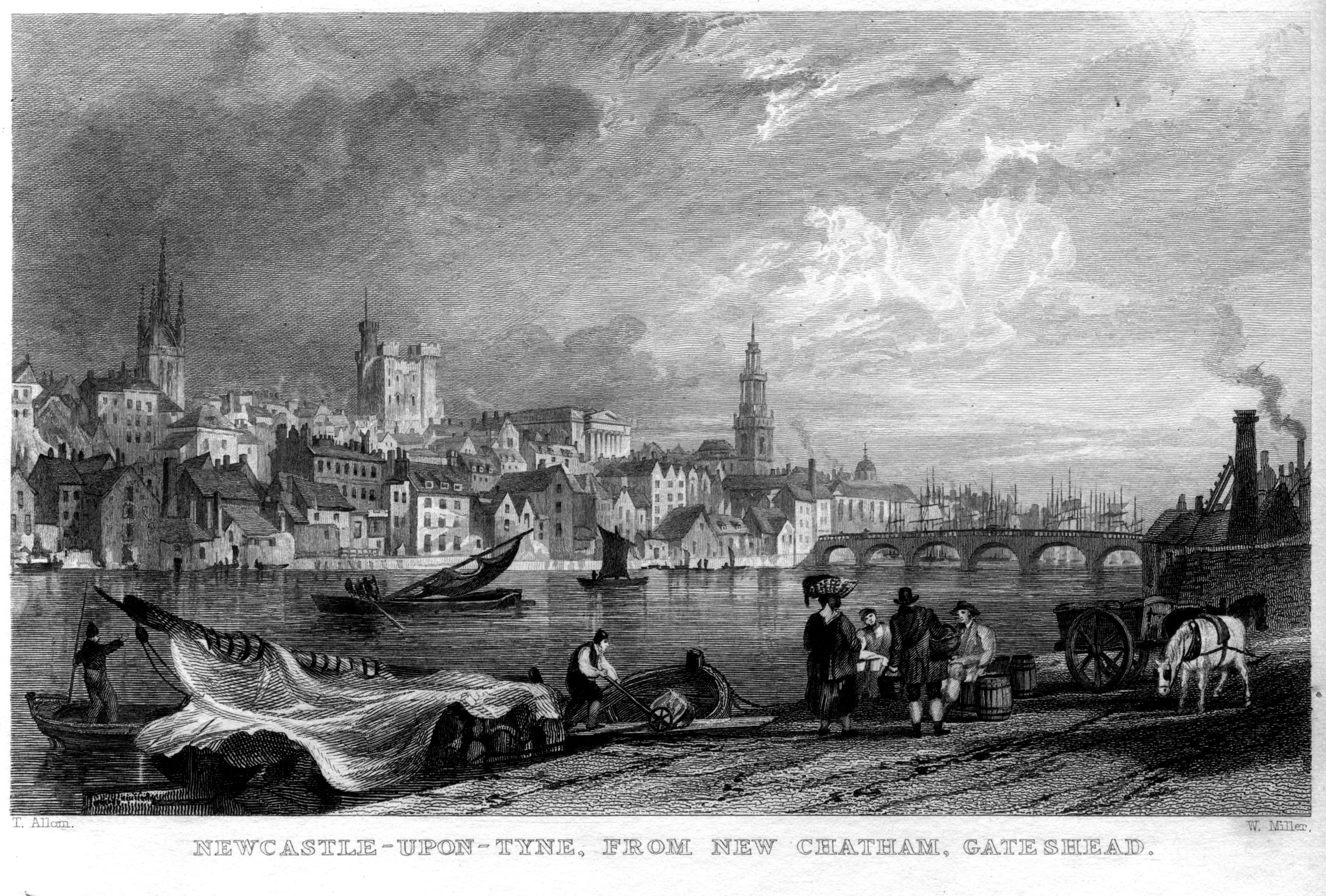
Un'incisione di Newcastle nel 1832

Dal 1530 un decreto reale ordinò che tutte le spedizioni di carbone dalla zona del Tyneside partissero solamente dal Newcastle Quayside, il lungofiume di Newcastle, dando un monopolio assoluto nel commercio del carbone a un gruppo di borghesi cittadini conosciuti come Hostmen. Questo monopolio venne mantenuto nel tempo, favorendo la prosperità cittadina; allo stesso tempo rallentò invece lo sviluppo di Sunderland, causando una rivalità tra Tyneside e Wearside tuttora esistente.
Nell'area di Sandgate, a est della città e lungo la riva del fiume, risiedeva la comunità di artigiani abili nella costruzione delle chiglie delle imbarcazioni, inizialmente soprattutto chiatte utilizzate per trasportare il carbone lungo il fiume fino alle navi in attesa di trasportarlo sui mercati di Londra o di altre città. Nel 1636 circa 7.000 abitanti su 20.000 morirono durante un'epidemia di peste nera.
Durante la guerra civile inglese Newcastle si schierò a favore del re e nel 1644 venne presa d'assalto dagli alleati scozzesi di Oliver Cromwell, basati nella vicina Sunderland, favorevole invece ai parlamentari. Il re, per dimostrare la sua gratitudine alla città, le concesse il motto Fortiter Defendit Triumphans (Trionfante grazie a una forte difesa). Ironicamente, pochi anni dopo, tra il 1646 e il 1647, il re venne tenuto prigioniero dagli scozzesi proprio a Newcastle.
Nel XVIII secolo la città si trovava al quarto posto per numero di volumi stampati dopo Londra, Oxford e Cambridge, e la Literary and Philosophical Society, fondata nel 1793, precedette di circa mezzo secolo la London Library con i suoi dibattiti e la sua fornita biblioteca. Newcastle divenne famosa anche come città produttrice di vetro, in particolare di vetro flint.
Lo sviluppo accelerato della città fu dovuto soprattutto all'esportazione di carbone. Nel XIX secolo la cantieristica navale e la meccanica pesante acquistarono un peso preponderante nell'economia cittadina, rendendo Newcastle una delle città-guida della rivoluzione industriale in Inghilterra. A Newcastle e nelle vicinanze vennero sviluppate diverse innovazioni tra cui la lampada di Davy, la locomotiva Rocket, la lampada a incandescenza perfezionata da Joseph Wilson Swan e la turbina a vapore, che rivoluzionò la navigazione moderna e la creazione di elettricità a basso prezzo. Nel 1882 le fu accordato il titolo di città.

## Geografia e clima
Newcastle è situata nella regione inglese del Nord Est, nelle contee di Tyne and Wear e Northumberland. La città sorge lungo la sponda settentrionale del fiume Tyne.
Il clima a Newcastle è di tipo temperato, con una temperatura mediamente più alta rispetto ad altre località alla stessa latitudine a causa dell'influenza della corrente del Golfo; la città risulta essere una delle meno piovose del Regno Unito dal momento che è soggetta al fenomeno dell'ombra pluviometrica causato dalla catena montuosa dei Pennini.

## Distretti e parrocchie
I distretti di Newcastle sono:
- Benwell
- Blakelaw
- Byker
- Cochrane Park
- Dene
- Denton
- Dinnington
- Elswick
- Fawdon
- Fenham
- Gosforth
- Heaton
- Hazlerigg
- Jesmond
- Kenton
- Kingston Park
- Lemington
- Newburn
- Ouseburn
- Parklands
- Scotswood
- Spital Tongues
- Walker
- Walkergate
- Westerhope
- Westgate
- Wingrove
- Woolsington

Le parrocchie del distretto sono:
- Blakelaw and North Fenham
- Brunswick
- Dinnington
- Hazlerigg
- North Gosforth
- Woolsington

## Infrastrutture e trasporti

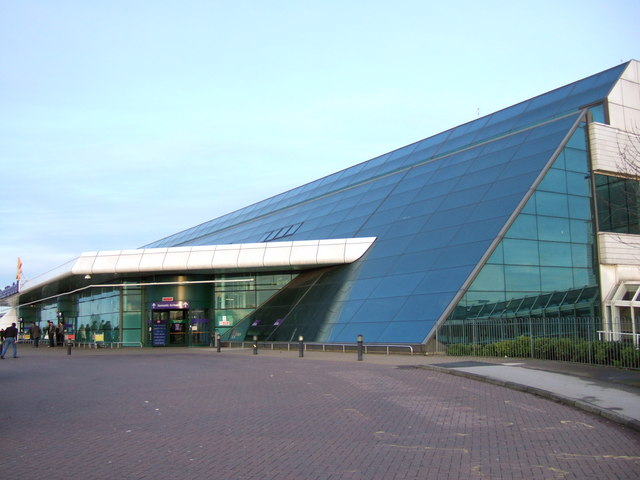
Aeroporto internazionale di Newcastle

Newcastle è servita da un aeroporto internazionale situato a circa 9,7 km a nord-ovest della città, nel sobborgo di Ponteland. L'aeroporto gestisce oltre cinque milioni di passeggeri l'anno, è il decimo aeroporto per volume di traffico ed è l'aeroporto regionale con la più rapida crescita nel Regno Unito, ora in attesa di raggiungere i dieci milioni di passeggeri entro il 2016, e quindici milioni nel 2030. Al 2007 più di novanta destinazioni sono disponibili in tutto il mondo.
La principale stazione ferroviaria della città è la Newcastle Central Station, situata lungo la East Coast Main Line e la Cross Country Route. La stazione è stata inaugurata nel 1850 dalla Regina Vittoria.
A Newcastle è presente una ferrovia metropolitana, costituita da due linee, le quali nei pressi del centro cittadino corrono sottoterra. Questa ferrovia è denominata metropolitana del Tyne and Wear e collega la città all'aeroporto e alla vicina Sunderland.
Nella vicina cittadina di North Shields è situato un terminal per navi passeggeri che permette alla città di avere collegamenti con Amsterdam, Kristiansand, Göteborg, Stavanger, Haugesund e Bergen.
Le autostrade che interessano Newcastle sono la A1, che attraversando da nord a sud la città collega Edimburgo e Londra, la A19 per York, la A69 per Carlisle, la A167, denominata anche Grande Strada del Nord, diretta a Gateshead e Durham e Darlington.

## Amministrazione

### Gemellaggi
Newcastle è gemellata con:
- Atlanta
- Bergen
- Danzica
- Gelsenkirchen
- Groninga
- Haifa
- Lagos
- Malmö, dal 2003
- Nancy, dal 1954
- Newcastle
- Newcastle
- Taiyuan

## Sport
- La squadra di calcio di questa città, il rinomato Newcastle United Football Club, attualmente milita in Premier League, la prima e la massima divisione calcistica di calcio inglese. Tra i trofei più importanti il club vanta quattro campionati inglesi, un Charity Shield, sei FA Cup, una Coppa di Lega Inglese, una Coppa delle Fiere e una Coppa Intertoto.
- Nel rugby la città è rappresentata dal Newcastle Falcons che oggi milita nella English Premiership. Club fondato nel 1877 nel sobborgo di Gosforth, è riuscito a vincere il campionato inglese nella stagione 1997-1998.

## Istruzione
La località ospita importanti istituzioni universitarie nel Regno Unito.
La Newcastle University Business School è con triplo accreditamento e facendo parte dell'Università di Newcastle, fa parte del Russell Group ad alta intensità di ricerca.

## Galleria d'immagini

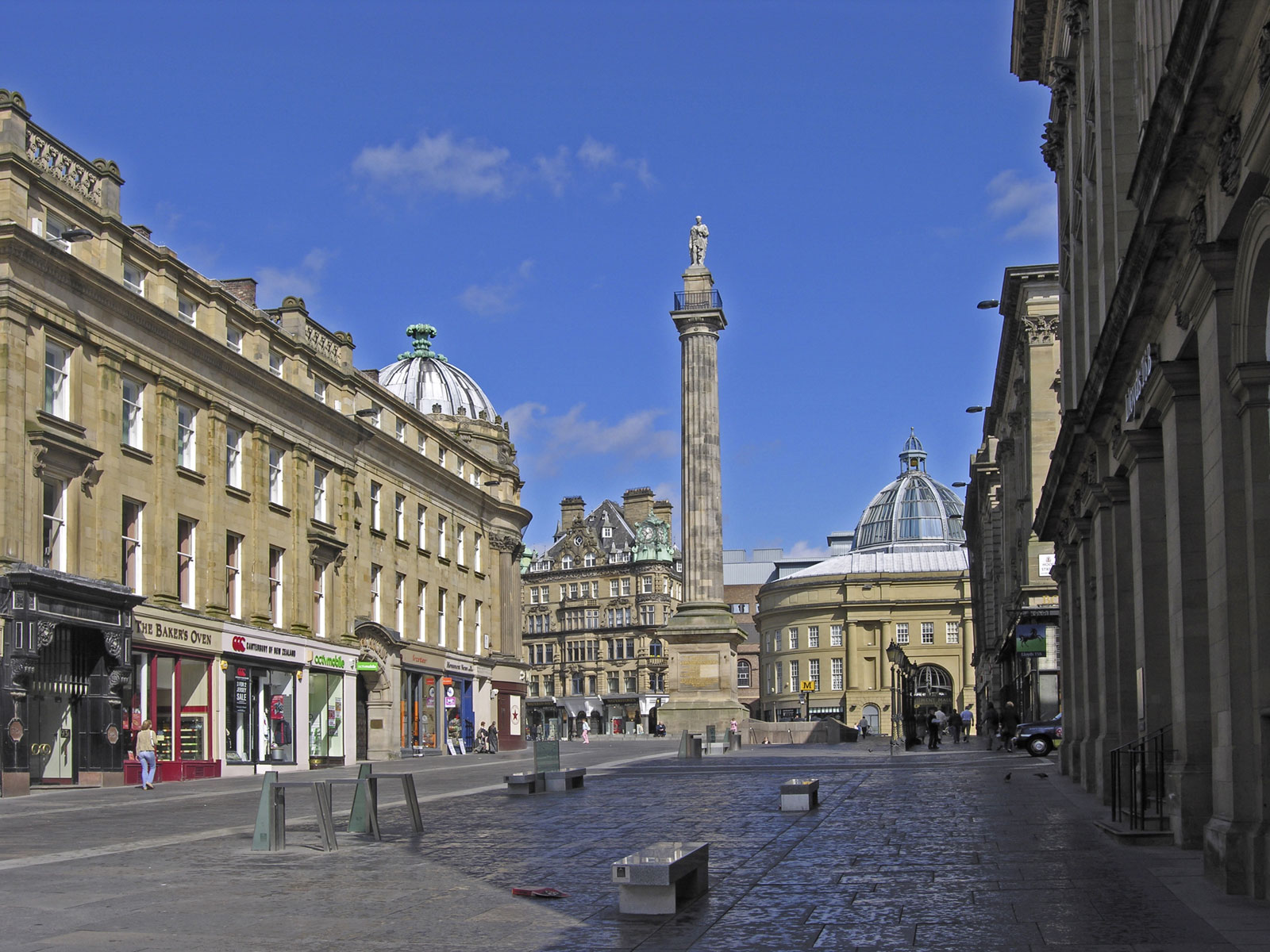
Esempi di architettura georgiana attorno al Grey's Monument
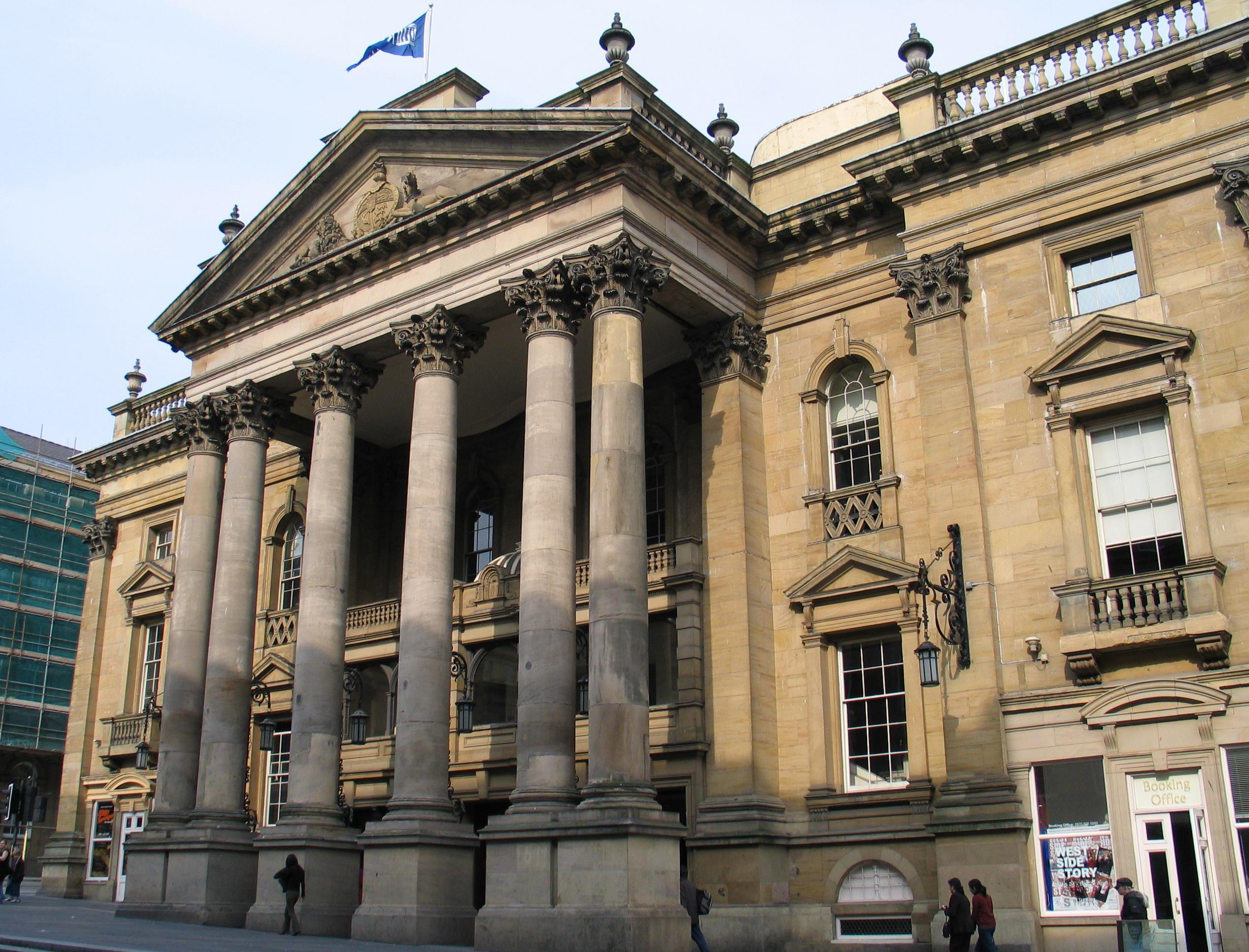
Teatro reale di Newcastle
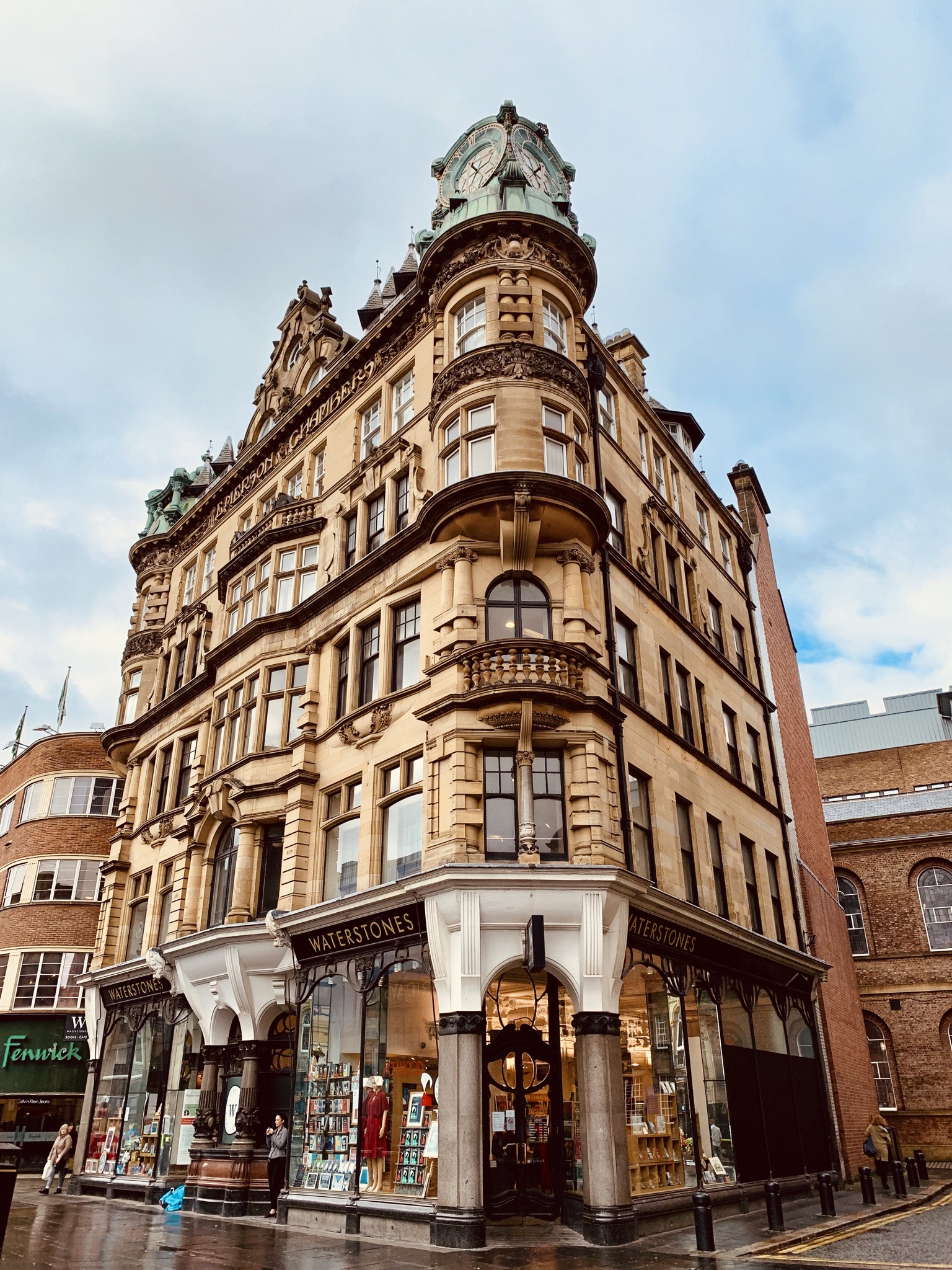
Emerson Building
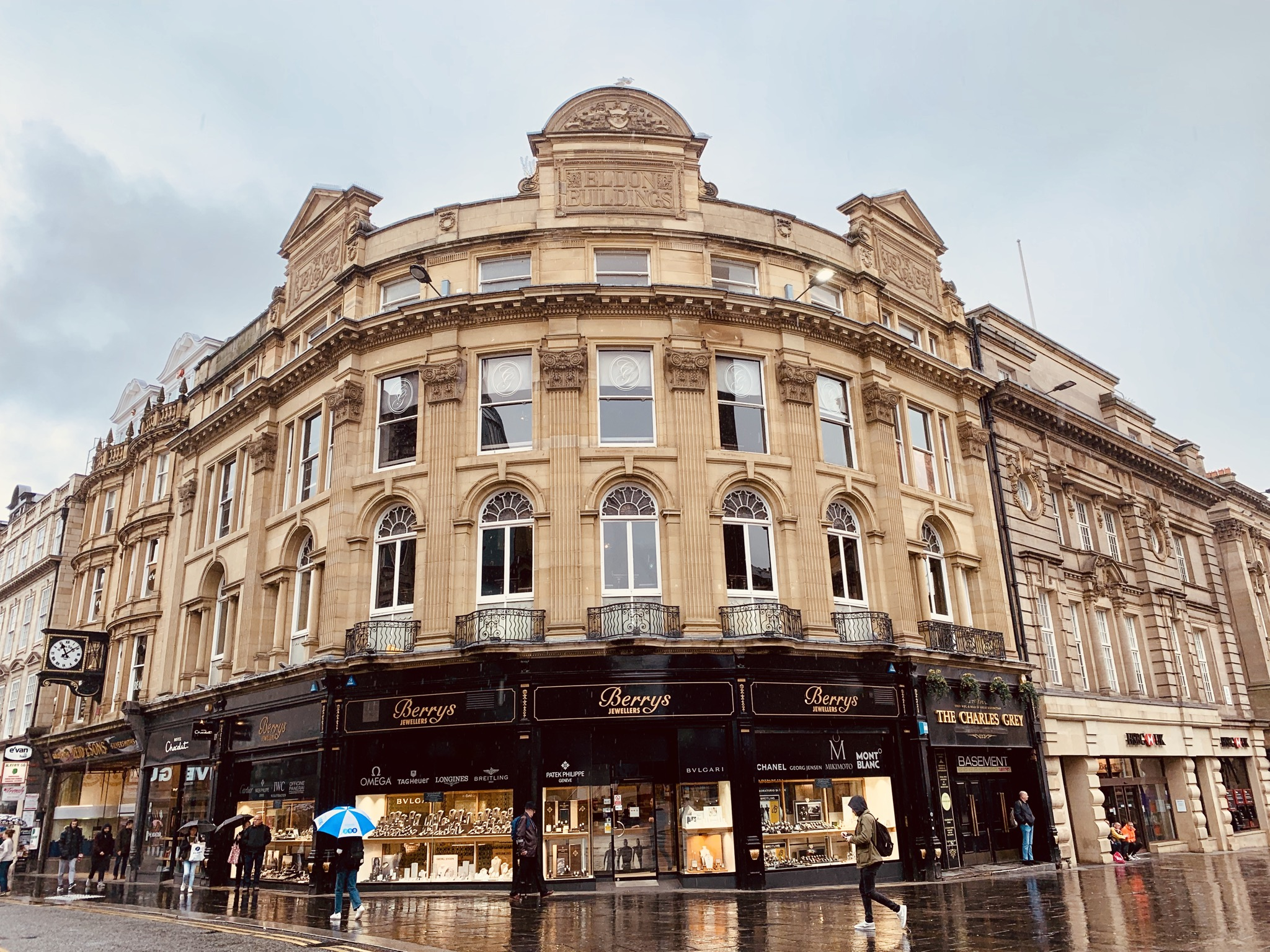
Scorcio del centro
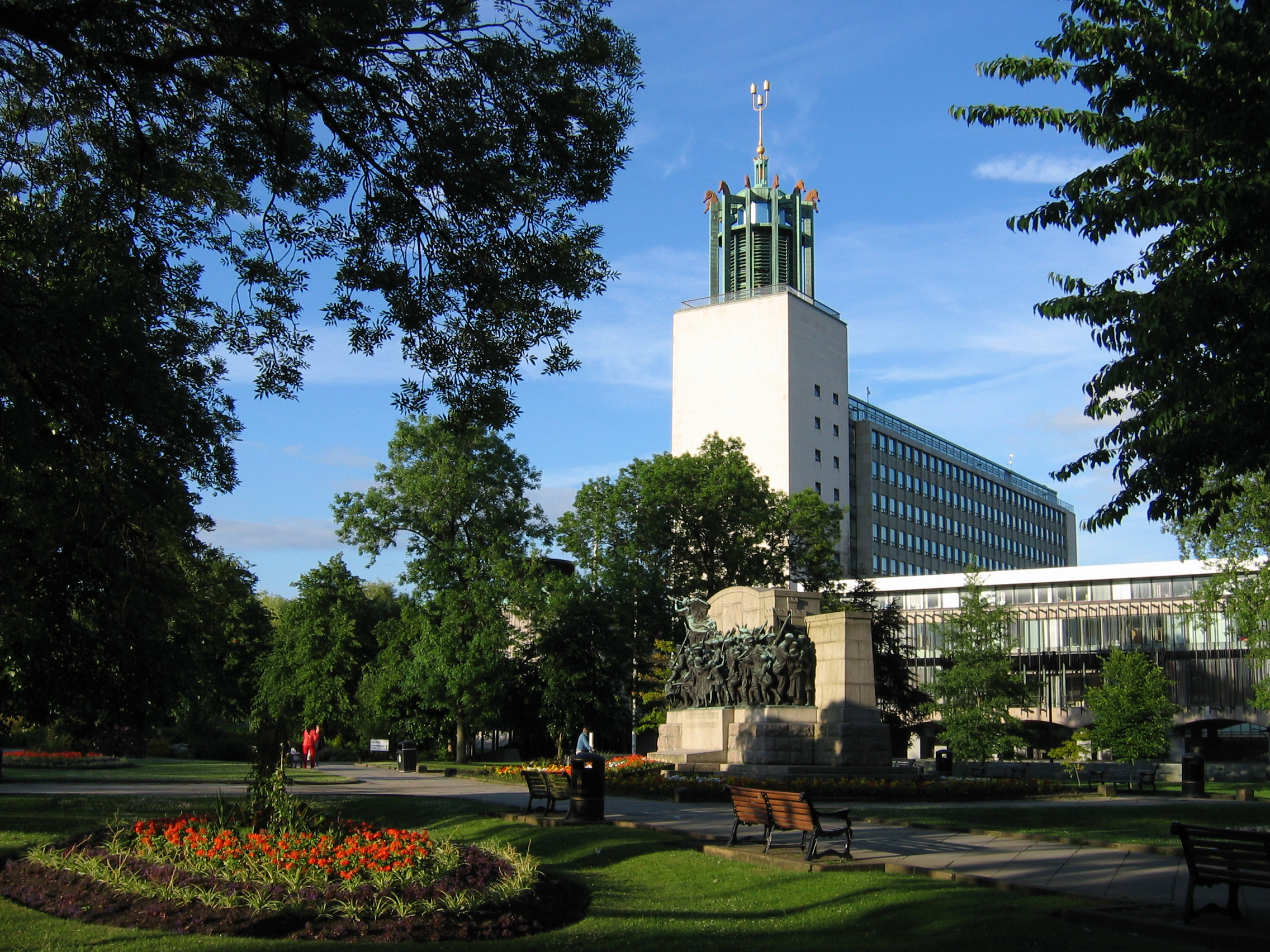
Newcastle Civic Centre
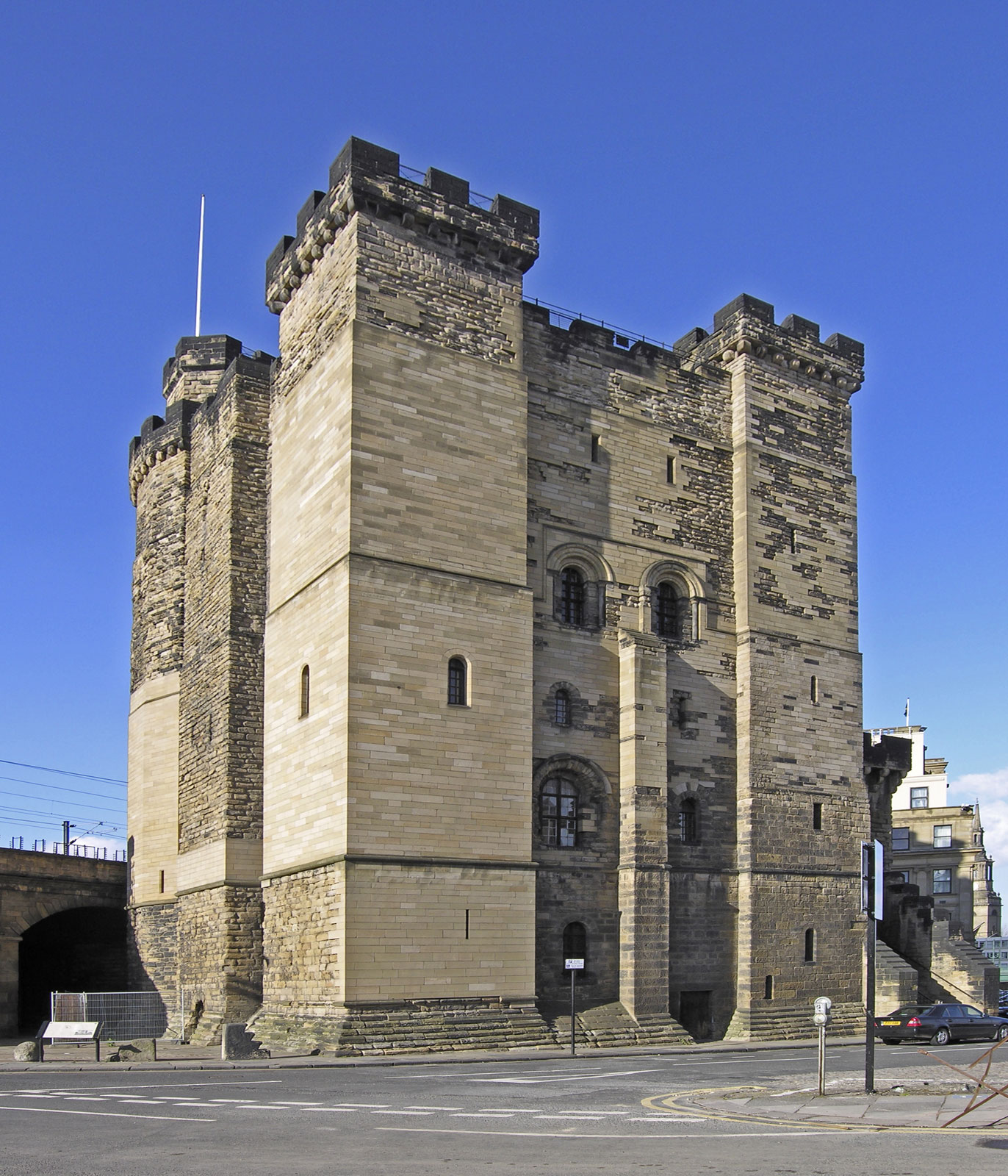
Il castello di Newcastle Castle, la struttura più antica della città, risalente almeno all'XI secolo
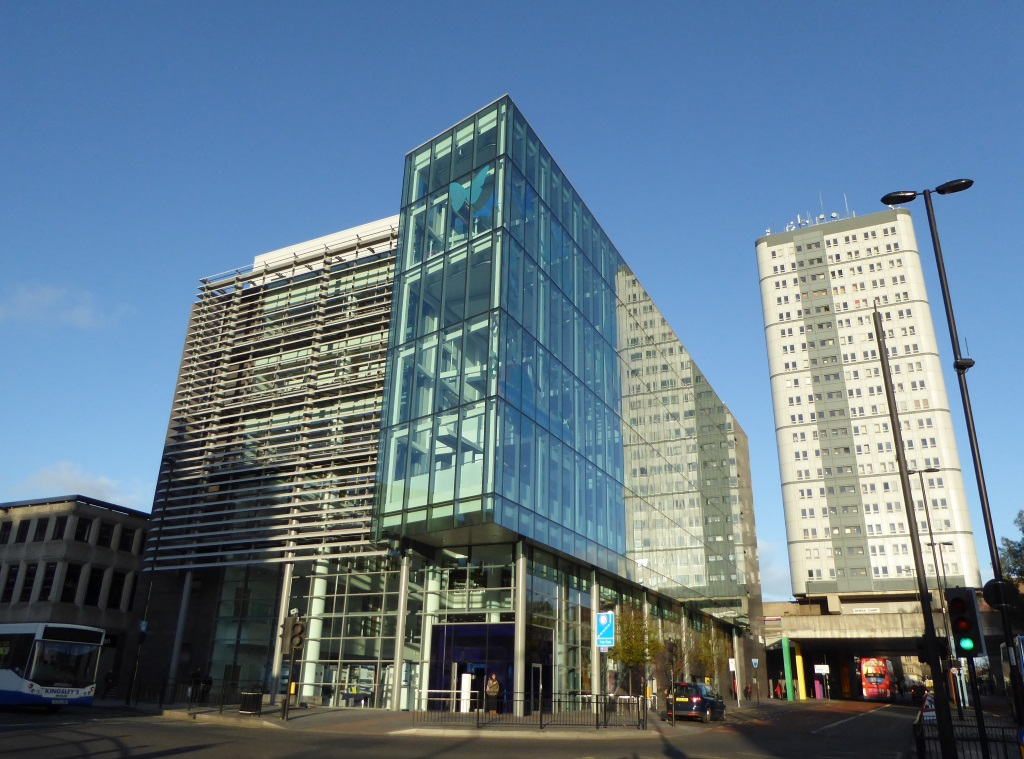
Biblioteca della città di Newcastle
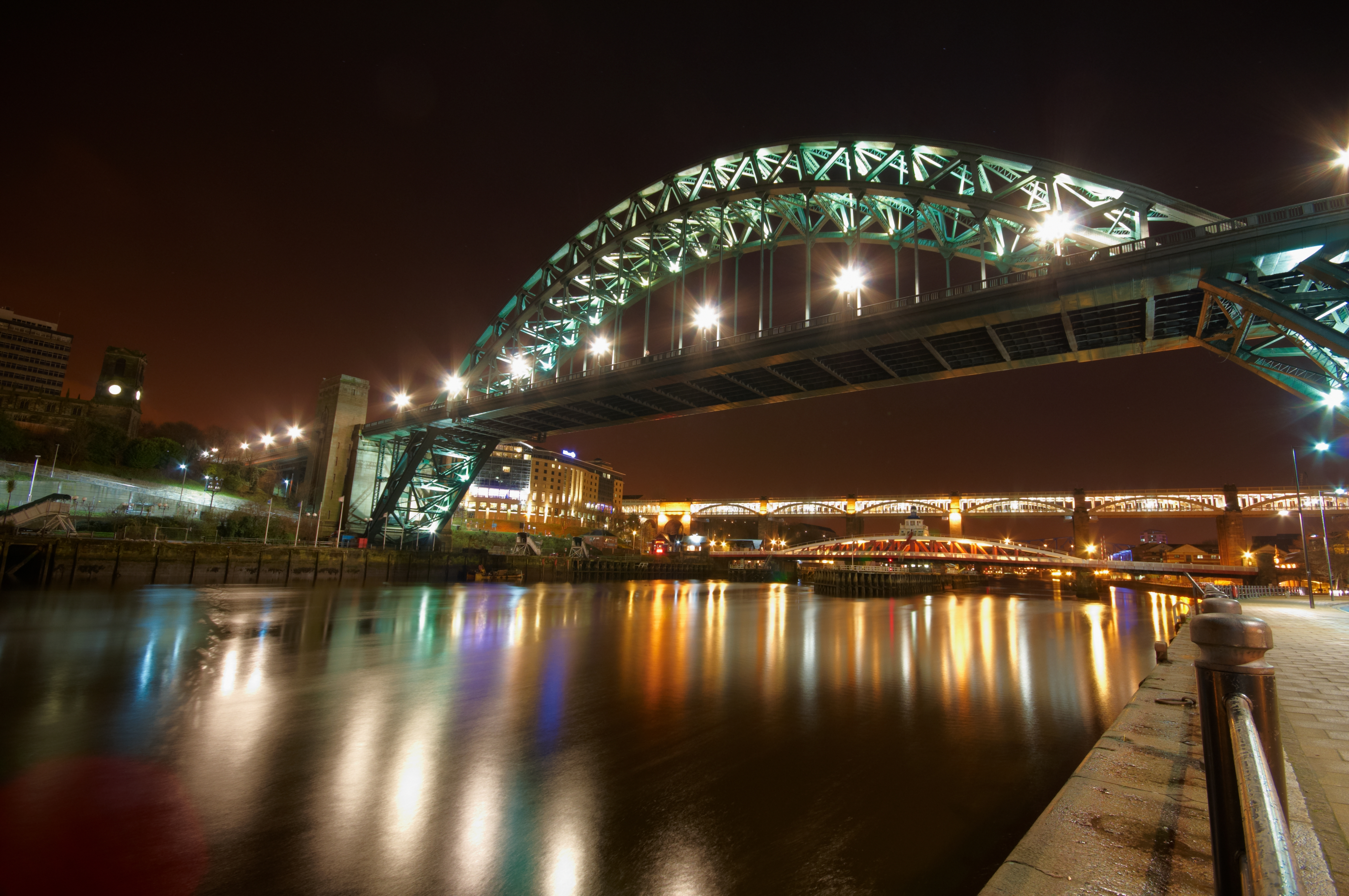
Tyne Bridge